# Choni jezik
Choni jezik (ISO 639-3: cda; chona, chone, cone, jone, zhuoni), jezik naroda Čoni (Choni) na jugu provincije Gansu u okruzima Lintan, Zhuoni, Diebu i Zhouqu, Kina. Jezik je podklasificiran u sjevernotibetanske jezike, šira tibetska skupina, sinotibetska porodica.
Ima dva dijalekta, hbrugchu (zhouqu) i thewo (diebu). Oko 154 000 govornika (2004). Etnički pripadaju u Tibetance.

## Vanjske poveznice
- Ethnologue (14th)
- Ethnologue (15th)